# Szetejnie
Szetejnie (lit. Šeteniai) – wieś na Litwie, w okręgu kowieńskim, w rejonie kiejdańskim, nad Niewiażą. W 2011 roku liczyła 31 mieszkańców.
W Szetejniach urodził się Czesław Miłosz.